# Câu cá ao hồ

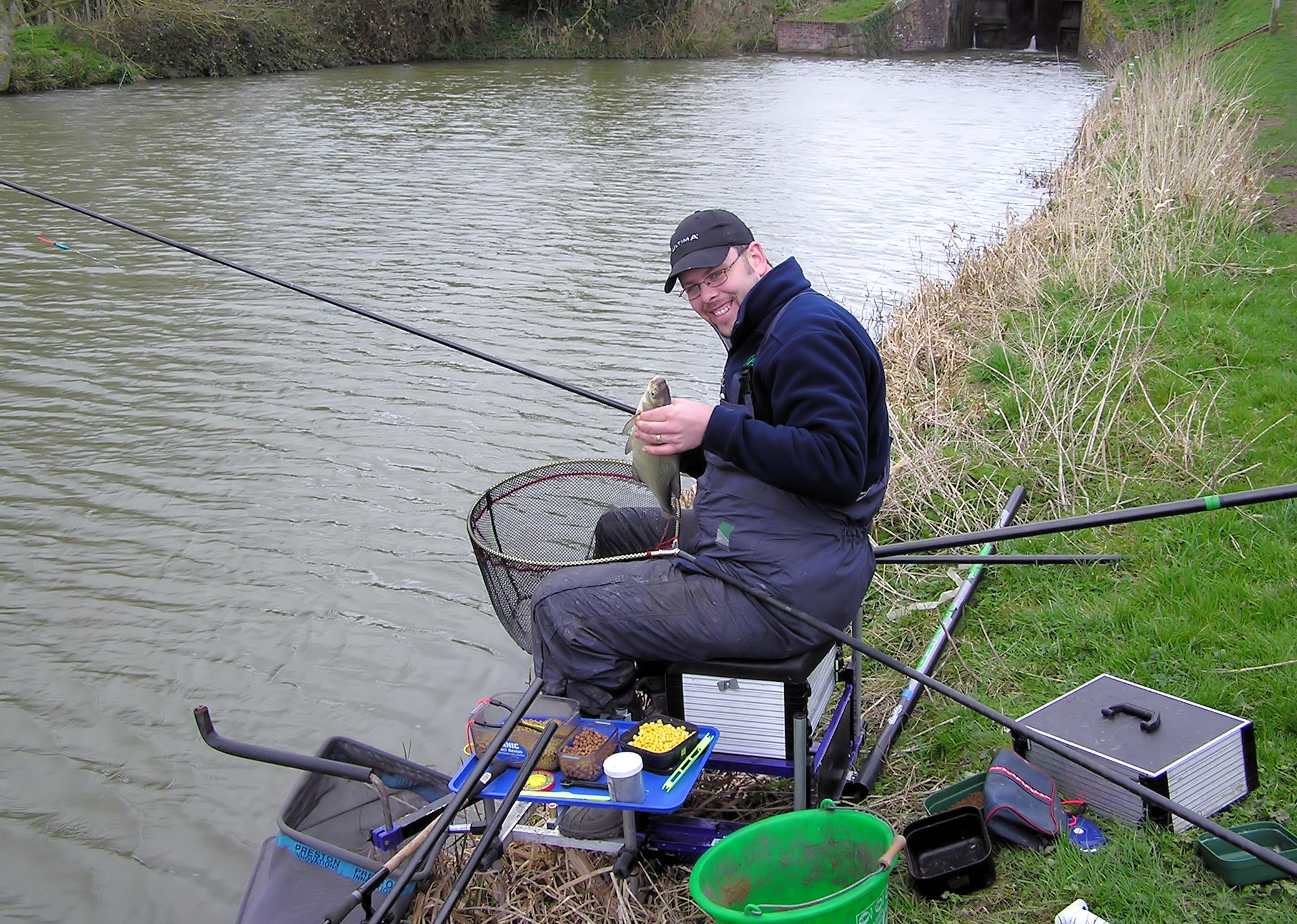
Một cần thủ đang câu cá ở hồ

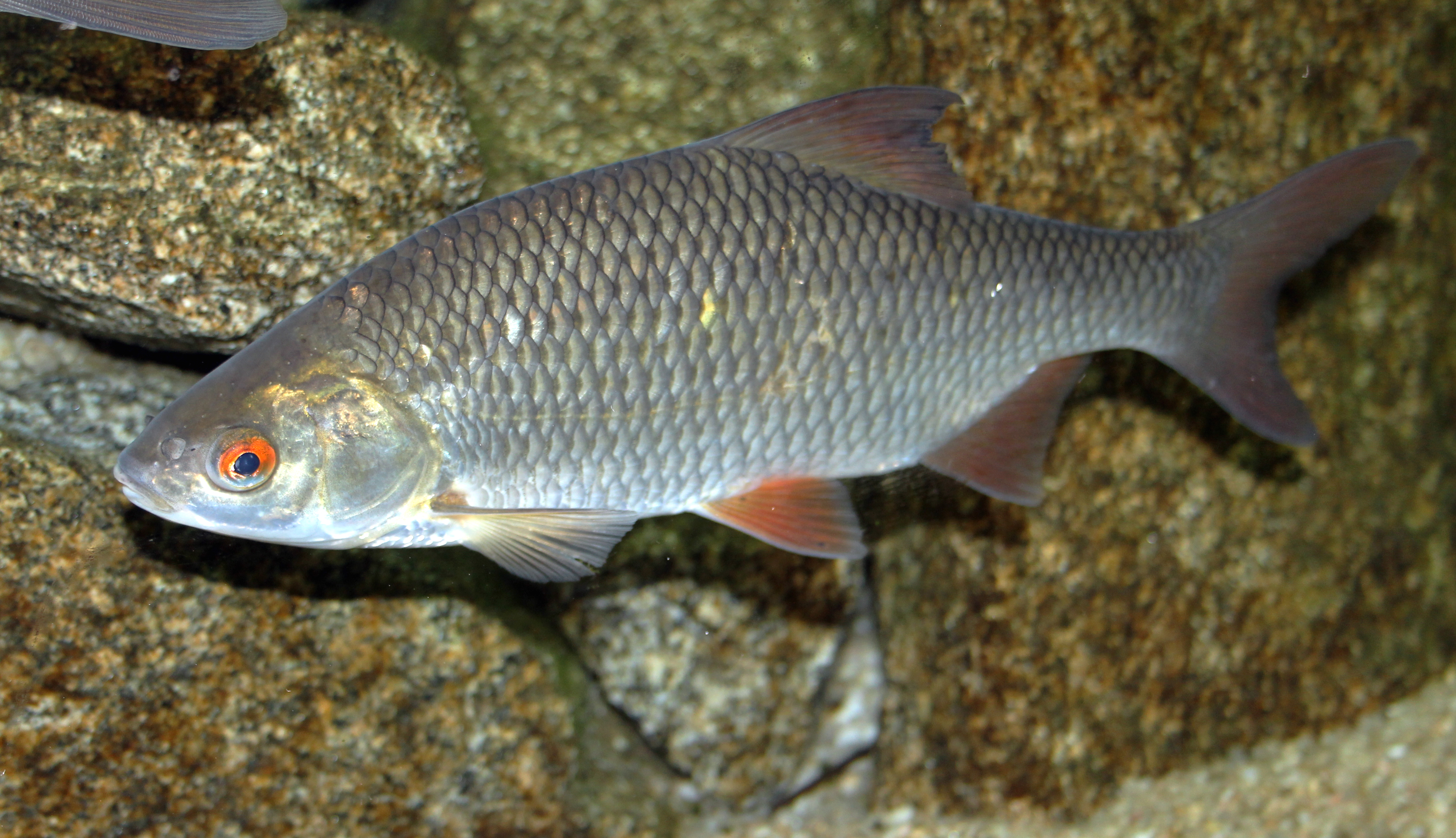
Cá chép, loại cá câu ao hồ thông dụng

Câu cá ao hồ là hoạt động câu cá tại các khu vực ao hồ, hồ có quy mô nhỏ. Đây là một trong những thói quen của người đi câu vì đây là địa điểm dễ tìm thấy. Trong tiếng Anh, câu cá ao hồ hay còn gọi là Coarse fishing là thuật ngữ được sử dụng ở Vương quốc Anh và Ireland dùng để chỉ về việc câu những con cá trong ao, hồ và cá cao hồ là các loài cá nước ngọt không nằm trong danh sách các loài cá câu thể thao (game fish).

## Tổng quan
Ở ao hồ là không gian nước tĩnh, trong nhiều ao, hồ có cỏ dại và lau sậy phân bố rất nhiều, là môi trường lý tưởng cho nhiều loại thủy sản sinh sôi và phát triển. Đặc biệt, khoảng rộng trong hồ vừa đủ để quăng dây và bó buộc con mồi dễ dàng hơn và thuận tiện. Ngoài ra, điều kiện tự nhiên trong hồ ít chịu tác động bởi sống to, gió lớn ảnh hưởng tới chuyến câu nên thu hút dân câu thư giãn giải trí. Dù không có không gian rộng lớn như sông hay biển, nhưng câu cá ở hồ vẫn mang đến những cảm giác thú vị.

## Phương thức
Để câu cá ao hồ được hiệu quả, các cần thủ thường chuẩn bị kỹ về phương thức câu, từ việc chọn mồi đến chọn địa điểm cũng như những dụng cụ câu cá và nắm rõ tập tính của các loài cá sống trong ao, hồ

### Mồi câu
Khi câu cá ao hồ, cần chuẩn bị con mồi phù hợp. Tùy vào loại cá muốn câu là chép, trắm cỏ, trê, lóc hay tra,... nên cân nhắc lựa chọn những món mồi ưa thích của từng loại cá. Đối với những giống cá ăn tạp như cá trê, cá tra, có thể chọn những con mồi sống mua ở chợ như cá, tôm sống để câu. Nếu là cá chép hay cá lóc, cần thực hiện các công đoạn pha trộn các hỗn hợp mồi thơm ngon để tăng khả năng dẫn dụ con cá. Chú ý xác định đúng những khúc nước cá tập trung kiếm mồi đông nhất hay thời gian nào là cá trong hồ nhiều nhất để tăng thu hoạch cho buổi câu.

### Dụng cụ
Ai cũng có thể tham gia câu cá tại hồ, ao, điều mà cần thủ quan tâm là làm sao chọn những đồ nghề cân thiết cho loại hình câu hồ. Loại cần câu sử dụng thường có chiều dài phù hợp với khoảng rộng và độ sâu của hồ. Đồng thời, cước và lưỡi câu cũng phải tương ứng để phát huy hiệu quả của chiếc cần. Cá trong hồ thường có trọng lượng nhỏ nên ngoài những chiếc cần câu tay truyền thống, có thể chọn một số loại cần máy loại ngắn, chịu được trọng lượng vừa phải. Trong đó, cần viber, okuma hay shimano,...là một trong những loại cần được sử dụng phổ biến hiện nay.

## Địa điểm

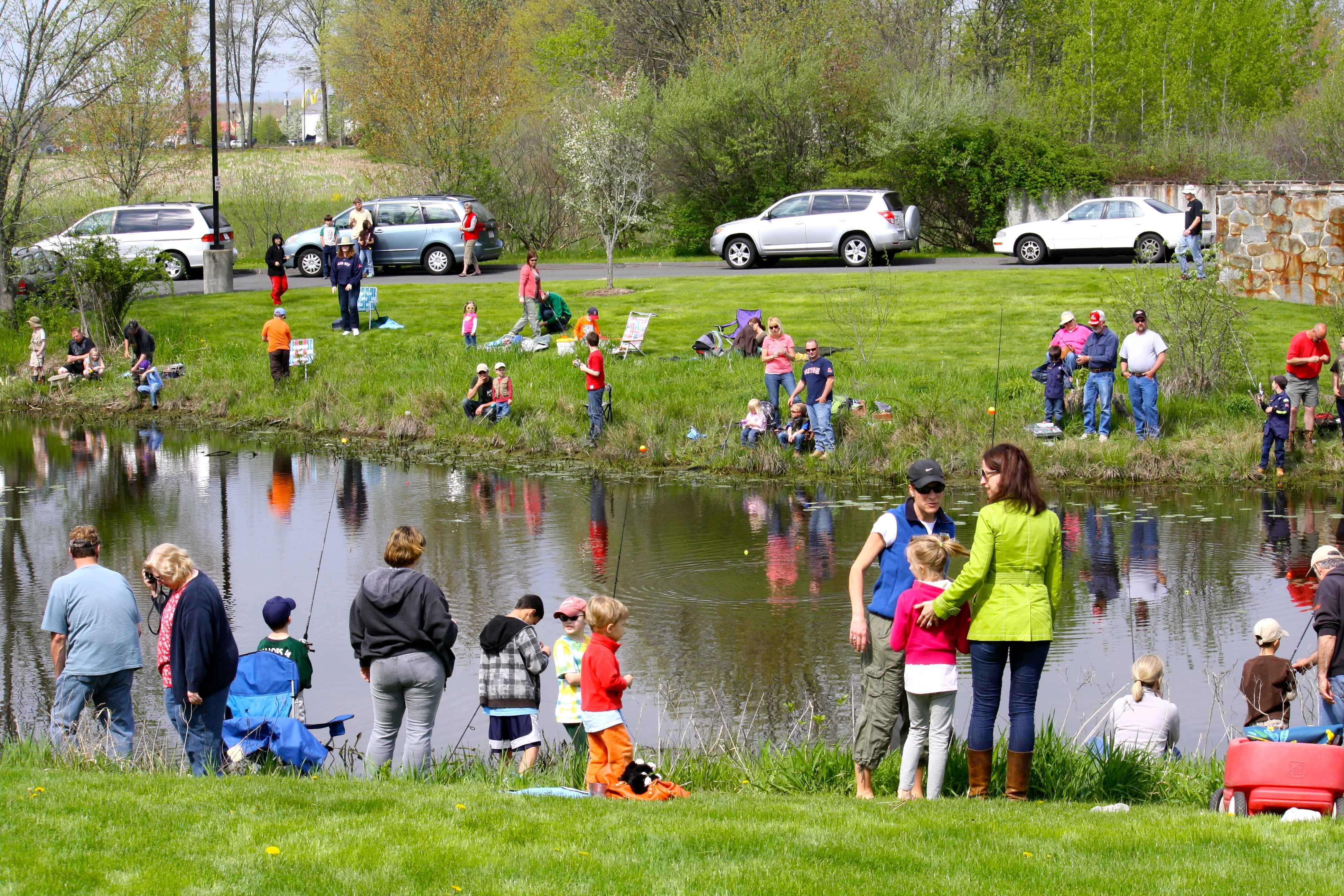
Một địa điểm câu cá ao hồ

Đối với câu cá nước ngọt, địa hình không phải là yếu tố quan trọng trong câu cá, vì cá nước ngọt không có quá nhiều loài cá ăn thịt do đó nhu cầu an toàn không phải là nhu cầu sống còn của cá nước ngọt, chúng có nhu cầu một chỗ ở không trống trải. Cá nước ngọt chủ yếu ăn các sinh vật phù du, mùn hữu cơ, thực vật.
Nguồn thức ăn của cá nước ngọt khá dồi dào, mỗi khi trời mưa, thức ăn trên cạn theo nước chảy xuống hoặc những sinh vật sinh sống trong sông hồ như các loại ấu trùng, tảo, rong, cây cỏ. Một số loại cá săn mồi nước ngọt thì vẫn cần một nơi ẩn nấp rình mò, chúng có thể nấp ở dưới các vật thể che trên như bèo, súng, rau muống, cỏ, vật chìm trong nước như gạch đá, cành cây, rong, hố để rình mồi.
Dưới đáy hồ, những chỗ lồi lõm, ghồ ghề, mương rãnh, hố, cọc thường là nơi ưa thích của cá. Chúng di chuyển kiếm mồi vẫn thích đi dọc theo những địa hình địa vật che chắn như vậy. Khi dò ổ câu, lý tưởng nhất là dò được một cái hố, một cái rãnh, một cái vách nào đó, đảm bảo câu sẽ rất ít khi móm. Đối với một cái cọc cũ ở hồ cũng vậy, cá rất thích vào dựa cọc để gãi. Những vạt bèo, rau muống, cỏ trên mặt nước cũng là nơi trú ẩn cho cá, nhất là về mùa đông. Những đập nước lớn cũng nên câu ở địa hình như vậy và thường có các hõm chữ C, nên câu gần những điểm đầu mút của chữ C đó. 